# 苏利斯
苏利斯（英語：Sulis）凯尔特神话女性神祇之一。长期盛行于不列颠地区，其事迹与艺术形象反映于相关铭文和青铜雕像等文物中，具有重要地影响与积极意义。